# Viksäter
Viksäter is een plaats in de gemeente Södertälje in het landschap Södermanland en de provincie Stockholms län in Zweden. De plaats heeft 309 inwoners (2005) en een oppervlakte van 52 hectare. Viksäter ligt aan Södertäljeviken, een baai van het Mälarmeer. De stad Södertälje zelf ligt ongeveer drie kilometer ten zuiden van het dorp. De directe omgeving van Viksäter bestaat uit zowel bos als landbouwgrond en rotsen.